# Doom (2016)
Doom (stylizován jako DOOM, původně Doom 4) je počítačová hra od firmy id Software. Jedná se o pokračování herní série Doom z 90. let. Doom vyšel 13. května 2016 na platformy Microsoft Windows, Xbox One a PlayStation 4, 10. listopadu 2017 také na Nintendo Switch. Roku 2020 se dočkal pokračování s názvem Doom Eternal.

## Vývoj
Doom vývojáři hry oznámili 7. května 2008. Vydání hry bylo plánováno na rok 2015, což bylo později přesunuto. Stejně jako Doom II: Hell on Earth se měla odehrávat na Zemi a měla obsahovat hru více podobnou původní hře Doom. Doom měl využívat herní engine id Tech 5, který využívá hra Rage. Engine hry běžně umožňuje 60 FPS, vývojáři však plánovali v singleplayer hře o polovinu méně (30 FPS) z důvodu většího počtu nepřátel.
V roce 2014 na veletrhu E3 byl v červnu zveřejněn teaser na hru DOOM. Tehdy se potvrdilo že se jedná o reboot hry a pracuje se na novém enginu s názvem id Tech 6 (666). Lidé, kteří si předobjednali hru Wolfenstein: The New Order, mohli získat přístup k BETA verzi DOOM. 17. 7. 2014 byla na každoroční akci QUAKECON v Texaském Dallasu zveřejněna, pouze pro návštěvníky Quakeconu, 15minutová ukázka hry.
DOOM využívá herní engine id Tech 6 a zároveň je 1. hrou běžící na tomto enginu. Engine hry podporuje 60 FPS na 1080p.

## Příběh
Zasazeno do roku 2149 ve výzkumném zařízení na Marsu pod taktovkou UAC (United Aerospace Corporation), se hráč ujímá role němého válečníka zvaného Doom Slayer. Zařízení velí doktor Samuel Hayden, vědec a jeden z vedoucích UAC, jehož vědomí bylo v důsledku rakoviny mozku nahráno do robotického těla. Výzkumníci z UAC úspěšně dovedli získat energii ze samotného pekla, říše obývané hrozivými démony, čímž vyřešili energetickou krizi na Zemi. K tomu používají věž Argent Tower, která vysává pekelnou energii a umožňuje cestovat do pekla. Díky tomu Hayden uspořádal několik expedic do pekla, odkud přinesl několik démonů a artefaktů ke studiu, a co víc – sarkofág, v němž byl zapečetěn již zmíněný Doom Slayer, velký válečník rytířského řádu Sentinelů (česky Strážců; jedná se o vznešený rytířský řád prvních lidí ze světa Argent DʼNur). Jelikož kdysi v minulosti téměř vyhubil celé peklo, démoni z něj mají oprávněný strach a byli to právně oni, kdo Slayera uvěznili do sarkofágu.
Celé zařízení je zamořeno démony a nemrtvými, když výzkumnice Olivie Pierce uzavře dohodu s peklem a otevře portál. V naprostém zoufalství Hayden vysvobodí Doom Slayera z jeho sarkofágu jako jedinou možnost, jak démony zastavit. Doom Slayer si probije svou cestu skrz zařízení, přičemž mu pomáhá Hayden a umělá inteligence VEGA. Jakmile si pročistí cestu k jádru a zabrání katastrofálnímu přehřátí, pronásleduje Piercovou až na vrchol věže, kde výzkumnice otevře trhlinu do pekla, zničí tím Argent Tower a samotný Doom Slayer je do něj vtažen.
Doom Slayer je nucen se peklem probít až k teleportéru, který jej přemístí zpět na Mars, odkud se dostává k Haydenovi. Ten jej informuje o existenci Helix Stone, artefaktu, který využili ke studiu a získání pekelné energie. S artefaktem se Slayer setkává v laboratořích Lazarus, kde se též dozvídá o místě jménem Well, odkud je pekelná trhlina napájena, a o Crucible, mocné energetické čepeli. Po následujícím souboji s Cyberdémonem je znovu přemístěn do pekla, kde získává Crucible. Poté se dostává do zařízení VEGY na zmrzlém severním pólu Marsu, kde umělou inteligenci zničí (ale zároveň vytvoří záložní kopii), což uvolní dostatek energie a otevře průchod do Well, kde Cruciblem zničí zdroj energie trhliny. Tehdy se spustí finální souboj s bossem hry. Setkává se s Piercovou, ta je však démony zrazena a přetvořena do podoby hrozivého Spider Masterminda. Doom Slayer ji samozřejmě triumfálně zabije.
Doom Slayer je následně přemístěn na Mars, kde mu Hayden vezme Crucible, jenž chce využít ve svém výzkumu. Vysvětlí, že nehledě na uplynulé události, energetická krize je příliš velká, než aby toho všeho jen tak nechali. Aby zabránil Slayerovi narušovat jeho plány, teleportuje jej neznámo kam se slovy, že se jednou zase setkají.

## Přijetí a prodeje
| Udělil         | Skóre   |
| -------------- | ------- |
| Destructoid    | 9/10    |
| EGM            | 8,5/10  |
| Game Informer  | 8,75/10 |
| GameRevolution | [ 5 ]   |
| GameSpot       | 8/10    |
| GamesRadar+    | [ 7 ]   |
| Giant Bomb     | [ 8 ]   |
| IGN            | 7,1/10  |
| PC Gamer (US)  | 88/100  |
| Polygon        | 8,5/10  |
| VideoGamer.com | 8/10    |

Do konce května 2016 se prodalo 500 000 kopií hry Doom na PC, 1 milión prodaných kopií překonala v srpnu 2016. V USA to byla v květnu 2016 druhá nejprodávanější hra za Uncharted 4. Koncem června 2016 to byla nejprodávanější hra ve Velké Británii.

### Ocenění
Na udílení videoherních cen The Game Awards pro rok 2016 získal Doom první cenu v kategoriích Nejlepší akční hra a Nejlepší hudba. V udílení cen Giant Bomb's hra roku, byl oceněn jako překvapení roku.